# Elecciones generales de Italia de 1861
Las primeras elecciones generales del Reino de Italia se realizaron entre el 27 de enero y 3 de febrero de 1861, en plena unificación italiana. El parlamento electo se reunió en Turín el 4 de marzo de ese mismo año y proclamó la unificación de la península bajo la Casa de Saboya, constituyendo estos comicios los primeros de Italia como país.

## Sistema electoral
El sistema electoral utilizado fue el que tenía hasta el momento el Reino de Cerdeña, en el cual solamente se permitía votar a los varones alfabetizados mayores de veinticinco que pudieran pagar un impuesto determinado para presentar sufragio. Los candidatos fueron elegidos en circunscripciones uninominales, con una segunda vuelta en caso de que ningún candidato alcanzara más del 50% de los votos, o no participara más del 50% del electorado registrado. El Papa Pío IX llamó a los católicos de Italia a boicotear las elecciones en protesta por los intentos del gobierno italiano de anexar los Estados Pontificios, lo que se tradujo en una participación de apenas el 57% del electorado habilitado para votar.

## Contexto histórico
La Derecha histórica era dirigida por Camillo Benso, conde de Cavour, ex Primer ministro del Reino de Cerdeña un estadista y figura destacada de la unificación italiana. Por otro lado, el político liberal Urbano Rattazzi dirigía a la Izquierda, mientras que la extrema izquierda republicana, conocida como "La Extrema", era dirigida por Giuseppe Mazzini, un revolucionario que también había sido una figura clave en la unificación.
Sólo 418.696 hombres de una población total de alrededor de 22 millones de personas tenían derecho a voto. Los candidatos de derecha emergieron como el mayor bloque en el Parlamento, con alrededor del 43% de los 443 escaños. Estos eran en su mayoría aristócratas que representan a los rentistas del norte del país, y mantenían puntos de vista políticos moderados incluyendo la lealtad a la corona y bajo gasto público. Camillo Benso fue nombrado presidente del Consejo de Ministros y, por lo tanto, primer jefe de gobierno del estado italiano.

## Partidos y líderes
| Partido | Partido             | Ideología                    | Líder                   |
| ------- | ------------------- | ---------------------------- | ----------------------- |
|         | Derecha histórica   | Conservadurismo, Monarquismo | Camillo Benso di Cavour |
|         | Izquierda histórica | Liberalismo, Centrismo       | Urbano Rattazzi         |
|         | Extrema izquierda   | Republicanismo, Radicalismo  | Giuseppe Mazzini        |

## Resultados
|  | 46,10 % |

|  | 20,40 % |

|  | 2,30 % |

|  | 3,90 % |

|  | 27,30 % |

|  | 100 % |

|  | 57,22 % |

1. 1 2 3 4 5  Estimado

### Voto por área geográfica
|  | 52,48 % |

|  | 68,00 % |

|  | 34,16 % |

|  | 31,21 % |

|  | 15,00 % |

|  | 27,72 % |

|  | 1,42 % |

|  | 1,00 % |

|  | 3,96 % |

|  | 14,89 % |

|  | 16,00 % |

|  | 34,16 % |